# Taketoyo (Aichi)
Taketoyo (武豊町 Taketoyo-chō?) es un pueblo localizado en la prefectura de Aichi, Japón. En octubre de 2019 tenía una población estimada de 43.147 habitantes y una densidad de población de 1.636 personas por km². Su área total es de 26,38 km².

## Geografía

### Localidades circundantes
- Prefectura de Aichi
  - Handa
  - Mihama
  - Tokoname

## Demografía
Según los datos del censo japonés, esta es la población de Taketoyo en los últimos años.
| 1995   | 2000   | 2005   | 2010   | 2015   |
| ------ | ------ | ------ | ------ | ------ |
| 38.153 | 39.993 | 40.981 | 42.408 | 42.473 |